# Maitee Hatsady
Maitee Hatsady (tên khai sinh Maitee Sihalath, sinh ngày 10 tháng 6 năm 1998) là một cựu cầu thủ bóng đá người Lào từng thi đấu ở vị trí tiền vệ tấn công.

## Sự nghiệp câu lạc bộ
Maitee thi đấu cho câu lạc bộ Lao Toyota từ năm 2015 tới năm 2017. Trong 1 trận đấu gặp Ayeyawady United thuộc khuôn khổ Cúp AFC 2015, anh ta ghi được bàn thắng từ 1 quả đá phạt từ khoảng cách 30 yard, nhưng Lao Toyota vẫn phải nhận thất bại 4-3.

## Sự nghiệp quốc tế
Maitee ra mắt quốc tế vào năm 2016 trong 1 trận đấu gặp Nepal, mặc dù anh đã được triệu tập lên tuyển từ năm 16 tuổi để chuẩn bị cho Giải vô địch bóng đá Đông Nam Á 2014.

## Bê bối
Vào ngày 15 tháng 2 năm 2017, anh đã bị Liên đoàn bóng đá châu Á cấm tham gia các hoạt động bóng đá suốt đời do liên quan đến tiêu cực, cùng với 21 cầu thủ khác của đội Lao Toyota và Đội tuyển bóng đá quốc gia Lào.